# Sågbock

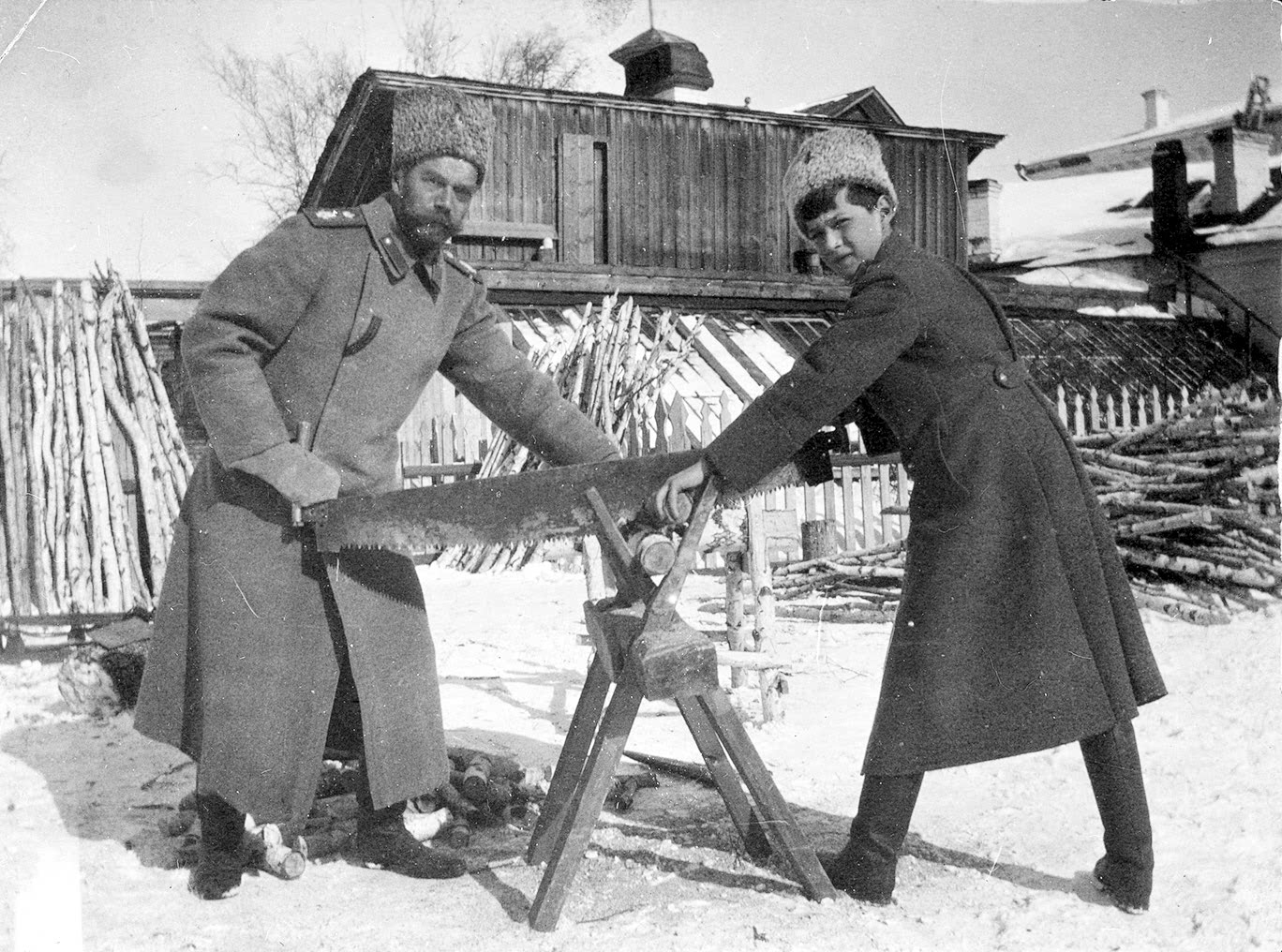
Sågning med sågbock i Tobolsk 1917.

Sågbock är en enkel anordning som håller arbetsstycken (brädor, trädstammar) som ska sågas av. Den består till exempel av två eller tre kryssbenpar, förenade på bredden genom tvärslåar. Benen sticker upp en bit ovanför krysset och bildar ett ”v” som håller vedstocken på plats.
Historiskt kan ordet beläggas i svenska språket sedan 1691.

## Bildgalleri

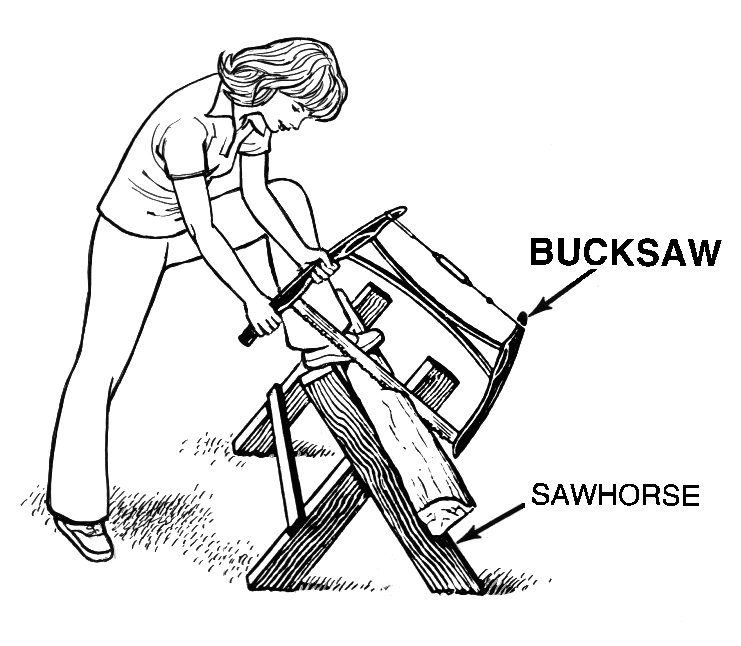
Illustrerar en kvinna som använder en sågbock.
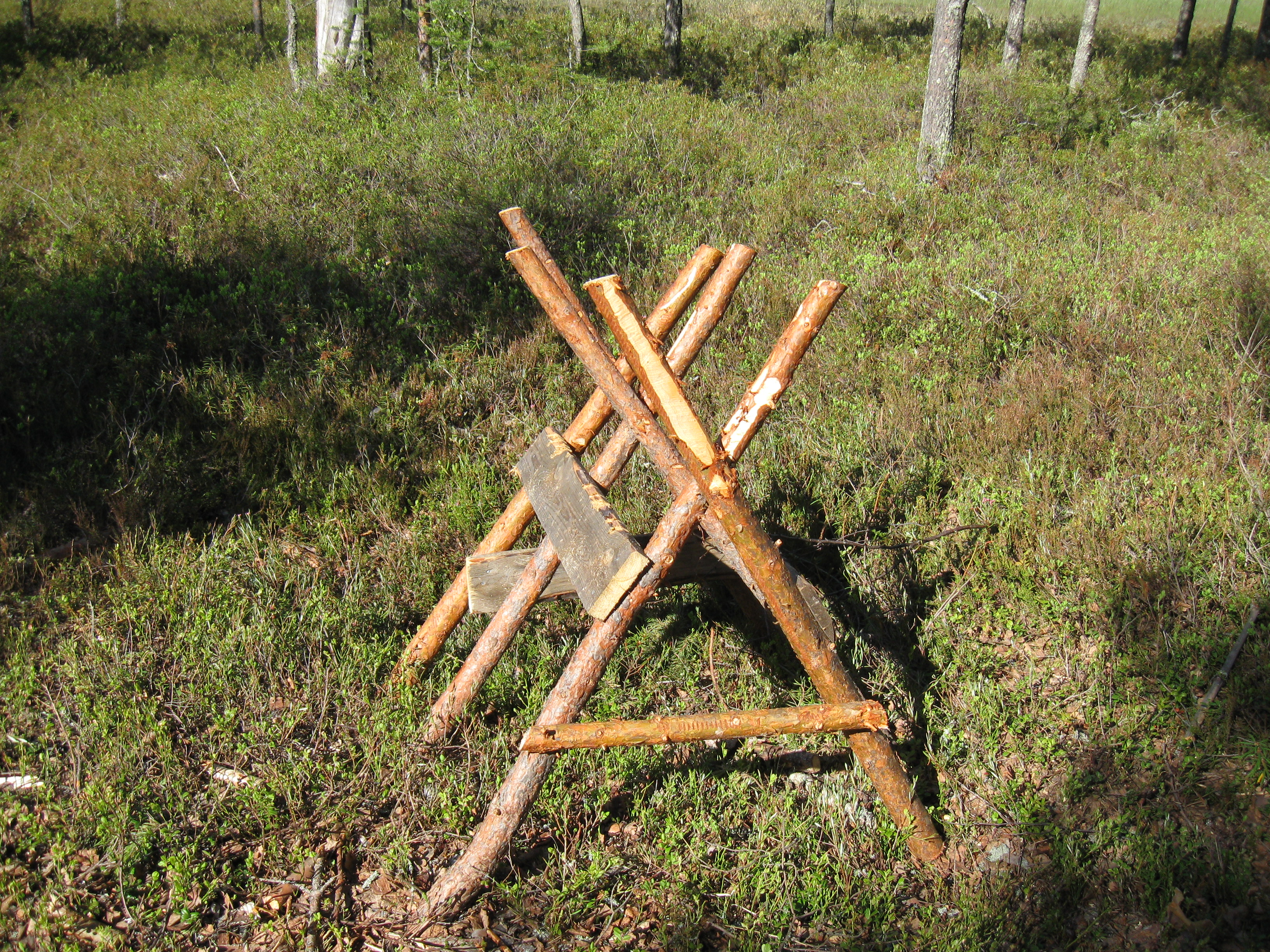
Finländsk sågbock.